# Dargo (département)
Cet article concerne le département et la commune rurale. Pour le village chef-lieu, voir Dargo.
Dargo est un département et une commune rurale de la province du Namentenga, situé dans la région du Centre-Nord au Burkina Faso.

## Géographie

### Démographie
- En 2006, le département comptait 29 266 habitants recensés[1].

## Administration

### Mairie
| Période                                  | Période  | Identité | Étiquette | Qualité |
| ---------------------------------------- | -------- | -------- | --------- | ------- |
|                                          | en cours |          |           |         |
| Les données manquantes sont à compléter. |          |          |           |         |

### Villages
Le département et la commune rurale de Dargo est administrativement composé de dix-huit villages, dont le village chef-lieu homonyme (données de population consolidées en 2012 issues du recensement général de 2006) :
- Bilkoundi (1 617 habitants)
- Boko (1 834 habitants)
- Boulmiougou-Mossi (1 998 habitants)
- Boulmiougou-Peulh (315 habitants)
- Darbilin (2 575 habitants)
- Dargo (4 334 habitants), chef-lieu
- Dazanrin (499 habitants)
- Falguin (1 644 habitants)
- Kancé (966 habitants)
- Kogossablogo (3 452 habitants)
- Komtoèga (819 habitants)
- Namassa (389 habitants)
- Noli (803 habitants)
- Towogodo (1 228 habitants)
- Yaongo (2 816 habitants)
- Yélembidou (964 habitants)
- Youguin (1 740 habitants)
- Zisségré (1 273 habitants en tout, 678 habitants sans Taksséné)
  - Taksséné (595 habitants), rattaché à Zisségré

## Santé et éducation
Le département accueille trois centres de soins et de promotion sociale (CSPS) situés à Dargo, Yaongo et Kogossablogo tandis que le centre médical (CM) le plus proche est à Tougouri et que le centre médical avec antenne chirurgicale (CMA) de la province se trouve à Boulsa.